# Hällestads landskommun, Östergötland
Hällestads landskommun var en tidigare kommun i Östergötlands län.

## Administrativ historik
Den 1 januari 1863, när kommunalförordningarna började tillämpas, skapades över hela riket cirka 2 500 kommuner, varav 89 städer, 8 köpingar och resten landskommuner. Då inrättades i Hällestads socken i Finspånga läns härad i Östergötland denna kommun.
1952 genomfördes den första av 1900-talets två genomgripande kommunreformer i Sverige. Den påverkade inte Hällestads kommun, som vid nästa indelningsreform år 1971 genom sammanläggning gick upp i Finspångs kommun.

### Kyrklig tillhörighet
I kyrkligt hänseende tillhörde kommunen Hällestads församling.

## Geografi
Hällestads landskommun omfattade den 1 januari 1952 en areal av 333,01 km², varav 307,74 km² land.

### Tätorter i kommunen 1960
| Tätort          | Folkmängd |
| --------------- | --------- |
| Hällestad       | 380       |
| Borggård        | 358       |
| Grytgöl         | 353       |
| Ljusfallshammar | 305       |
| Sonstorp        | 266       |

Tätortsgraden i kommunen var den 1 november 1960 44,8 procent.

## Politik

### Mandatfördelning i valen 1938–1966
|  | 13 | 11 |

| 25 |

|  | 14 | 10 |

| 24 |

| 2 | 12 | 7 | 2 | 2 |

| 23 |

|  | 13 | 7 | 2 | 2 |

| 22 |

|  | 13 | 5 | 3 | 3 |

| 22 |

|  | 13 | 6 | 2 | 3 |

| 21 | 4 |

| 14 | 7 | 2 | 2 |

| 21 | 4 |

|  | 12 | 7 | 2 |  | 2 |

| 21 | 4 |